# Armatocereus cartwrightianus
Armatocereus cartwrightianus är en kaktusväxtart som först beskrevs av Nathaniel Lord Britton och Joseph Nelson Rose, och fick sitt nu gällande namn av Curt Backeberg. Armatocereus cartwrightianus ingår i släktet Armatocereus och familjen kaktusväxter. Inga underarter finns listade i Catalogue of Life.

## Bildgalleri

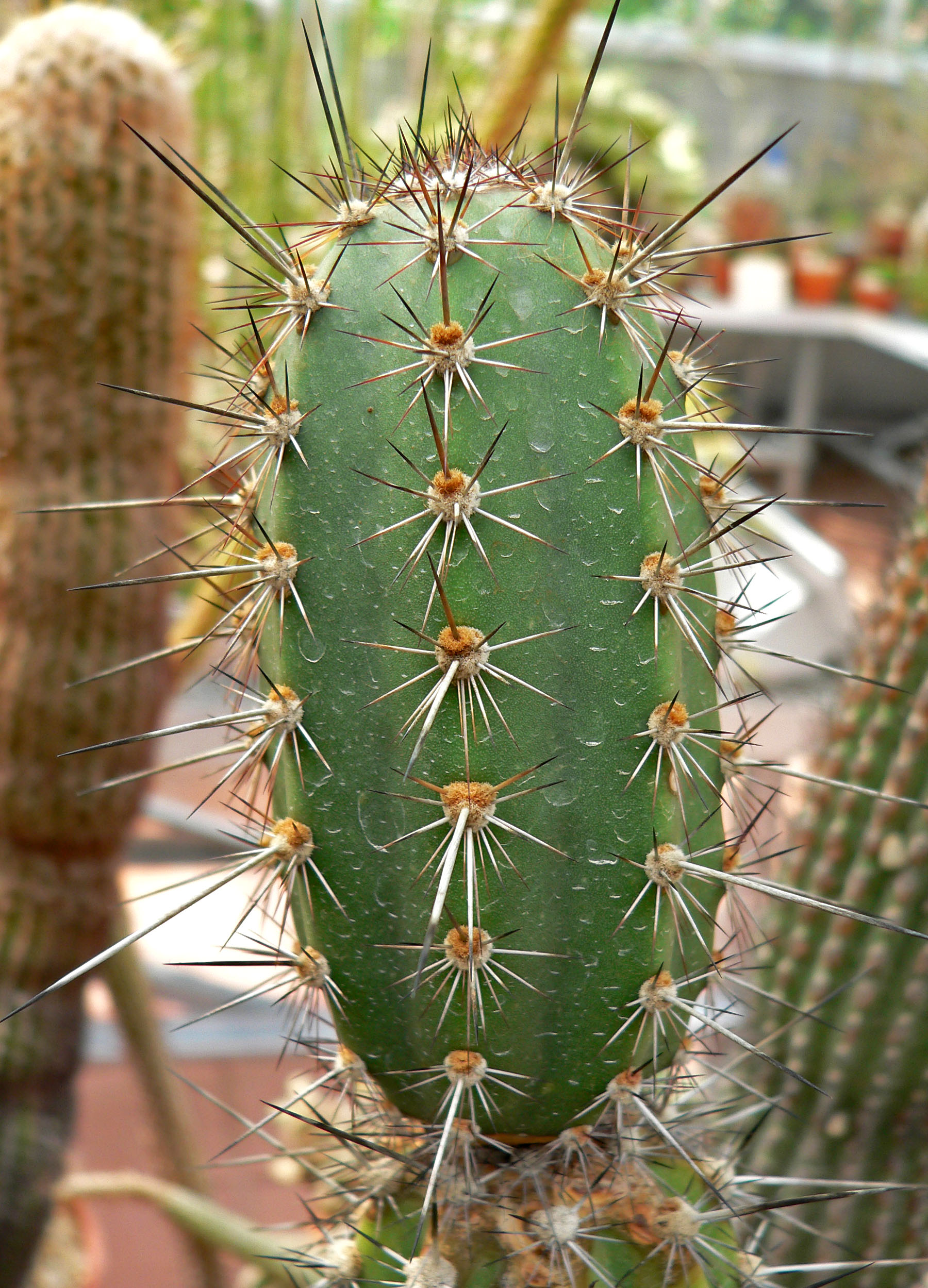